# Shield Portable
Nvidia Shield Portable es una videoconsola portátil desarrollada por Nvidia, lanzada el 31 de julio de 2013.
Shield Portable funciona con Android Lollipop 5.1, con una pantalla táctil de 130 mm (5 pulgadas) y con una resolución de 1280×720. El dispositivo es similar en forma a un Xbox 360 Controller y similar en configuración de control a un controlador DualShock, con dos joysticks analógicos, una cruceta y otros botones. Es el primer dispositivo que utiliza el procesador Tegra 4 de Nvidia. Originalmente se llamaba Shield o Nvidia Shield, pero desde el lanzamiento de Shield Tablet, se llama Shield Portable. Debido a que está agotado durante muchos años, se piensa que se descontinuará, pero aún no ha habido ningún anuncio oficial de Nvidia.

## Características
A través de la suite GameStream de Nvidia, Shield Portable permite la transmisión de juegos que se ejecutan en una PC de escritorio equipada con una tarjeta de video GeForce GTX 650 o superior (anteriormente conocida como GeForce PC Streaming). La actualización de Android 4.4.2 para Shield Portable agrega el Modo de consola, que permite que un Shield Portable se conecte a un televisor con una resolución de 720p, 1080p o 4K (ya sea mediante una conexión inalámbrica o MicroHDMI) y se controle con un controlador Bluetooth y software para asignar botones de control en pantalla a los botones de hardware del dispositivo para juegos de Android que no los admiten de forma nativa.
Junto con los juegos exclusivos disponibles a través del propio mercado TegraZone de Nvidia y el servicio de transmisión de juegos GeForce NOW, Shield Portable también puede acceder a la tienda Google Play, como con la mayoría de los otros dispositivos basados en Android.

## Actualizaciones de software
Nvidia lanzó SHIELD Portable Software Upgrade 103 el 23 de julio de 2015, que agregó Android 5.1, soporte de Chromecast para conectarse a un televisor y elimina algunos juegos que no funcionan con Android 5.1. También se eliminó el soporte de Miracast.
Nvidia lanzó SHIELD Portable Software Upgrade 106 el 3 de septiembre de 2015.
Nvidia lanzó SHIELD Portable Software Upgrade 110 el 6 de julio de 2016.

## Recepción de la crítica
Nvidia Shield Portable ha recibido una recepción mixta de los críticos. En general, los revisores elogiaron el rendimiento del dispositivo, pero criticaron el costo y la falta de juegos que valgan la pena. Scott Lowe, de IGN, calificó el Shield Portable con 6.8/10, señalando el "costo poco práctico y la escasez de juegos atractivos". La revisión de Engadget observó los "juegos de PC extremadamente impresionantes" del sistema, pero también debido a su alto precio, el dispositivo era "difícil de vender como una consola de juegos portátil", especialmente cuando se compara con dispositivos de mano similares en el mercado. Eric Franklin, de CNET, afirma en su revisión del dispositivo que "Nvidia Shield es un dispositivo extremadamente bien hecho, con un rendimiento que prácticamente destruye cualquier producto móvil antes que él; pero como la mayoría de los nuevos lanzamientos de consola, actualmente hay una falta de juegos disponibles que valgan la pena tu tiempo."  La revisión exhaustiva del dispositivo realizada por Eurogamer proporciona una descripción detallada del dispositivo y sus características; concluyó diciendo: "Aquí y ahora, la primera generación de Shield Portable es un producto de lujo gloriosamente nicho, el sistema Android más poderoso del mercado por un tramo claro y que posee un enlace único para juegos de PC que es realmente impresionante en forma beta, y sólo puede mejorar".